# Бичурин, Руслан Рустямович
Руслан Рустямович Бичурин (тат. Руслан Рөстәм улы Бичурин; род. 14 февраля 1997 года, Саранск, Мордовия, Россия) — российский борец классического стиля татарского происхождения. Серебряный призёр чемпионата Европы 2024 года. Чемпион России 2024. Мастер спорта международного класса по греко-римской борьбе, мастер спорта по борьбе на поясах.

## Биография
Родился Руслан 14 февраля 1997 года в столице Мордовии Саранске в татарской семье. Начал заниматься греко-римской борьбе с 8 лет под руководством своего первого и нынешнего тренера Петра Всеволодовича Каргина. На всероссийских чемпионатах представляет Республику Мордовия и Нижегородскую область.

## Спортивная карьера
Первые достижения пришли в 2012 году, когда он стал финалистом первенства России среди юношей до 16 лет в Новосибирске. В 2018 году выиграл кубок России среди взрослых спортсменов. В 2019 году стал третьим на первенстве России среди борцов до 23 лет в Москве. В 2021 году Бичурин выиграл открытый чемпионат Республики Татарстан. В мае 2022 года стал бронзовым призёром чемпионата России по борьбе на поясах в весе до 68 кг. В августе 2022 года пришёл первым на Всероссийской спартакиаде сильнейших в Казани, одолев в финале вице-чемпиона мира Назира Абдуллаева в весе до 67 кг. В октябре 2022 года стал финалистом второго турнира лиги Ивана Поддубного в Москве. В феврале 2023 года Бичурин добыл бронзовую медаль на чемпионате России в Башкортостане. В ноябре 2023 года выиграл международный турнир памяти Олега Караваева в Минске. В январе 2024 года впервые стал чемпионом страны в весе до 67 кг. В феврале 2024 года стал финалистом чемпионата Европы в Бухаресте (Румыния). В июне 2024 года стал чемпионом Спортивных игр БРИКС.

## Спортивные достижения
Греко-римская борьба
- Кубок России 2018 — ;
- Первенство России до 23 лет 2019 — ;
- Всероссийская спартакиада 2022 — ;
- Лига Поддубного 2 2022 — ;
- Чемпионат России 2023 — ;
- Мемориал Олега Караваева 2023 — ;
- Чемпионат России 2024 — ;
- Чемпионат Европы 2024 — ;
- Спортивные игры БРИКС 2024 — ;

Борьба на поясах
- Чемпионат России 2022 — ;

## Личная информация
Он имеет магистерскую степень историко-социологического института Мордовского государственного университета им. Н. П. Огарёва.